# 大公鼎
大公鼎（1043年—1121年），辽朝官员，渤海人。先世为辽阳率宾县（治今俄罗斯乌苏里斯克）人，渤海国亡后被迁居辽阳（今辽宁辽阳市）。统和年间，迁移辽东豪右来充实东京，于是安家在大定府（今内蒙古宁城西）。曾祖大忠，礼宾使；父大信，兴中主簿。
大公鼎幼年有大志，长大後好学。咸雍十年（1074年），三十二岁登进士第。调沈州（治今沈阳市）观察判官，改良乡令。为政有方，省徭役，务农桑，建孔子庙学。转任兴国军节度副使。当时鹰坊捕鹰，扰害乡里，民不堪其苦。他建言禁止鹰坊捕鹰害农，辽道宗采纳。转任长春州钱帛都提点，拜大理卿，多次平反冤狱。寿昌七年（1101年），天祚帝即位，历长宁军节度使、南京副留守，改任东京户部使。安辑居民。拜中京留守，肃清境内渤海民变，捕获的人都释放赦免。进拜东京留守，平民变布恩惠、力陈祸福来平息盗贼。张撒八聚众起兵，大公鼎无力抗击，忧愤而死。